# Fred Alpi
Pour les articles homonymes, voir Alpi.
Fred Alpi, né à Järvsö en Suède en 1962, est un chanteur-guitariste, poète, traducteur et romancier libertaire franco-suédois vivant à Järvsö.

## Éléments biographiques
Issu des scènes alternatives européennes, que ce soient celles du punk rock français ou de la scène industrielle berlinoise, Fred Alpi a, pendant plusieurs années, tourné en Europe. Il a successivement habité Amiens, Bruxelles et Berlin, avant de s'installer à Paris où pendant cinq ans, il chante des classiques de la chanson française dans le métro. Il travaille ensuite sur son propre répertoire, à la fois en solo et depuis 2010 avec The Angry Cats, un power trio rock. Il est également auteur et traducteur pour les Éditions Libertalia, ainsi que professeur de Kung Fu et de Qi Gong. En 2020, après trente années passées à Paris, il revient s'installer à Järvsö, en Suède.

## Œuvres
Fred Alpi a sorti quatre albums depuis l'année 2000.
Il est également, depuis 2010, chanteur et guitariste du power trio The Angry Cats,.
Il participe aux fanzines Barricata, puis À Bloc.
En 2008, il rédige la préface de la traduction française du livre de Franklin Rosemont, Joe Hill. Les IWW et la création d’une contre-culture ouvrière et révolutionnaire, publié aux Éditions CNT-RP.
Il traduit, pour les Éditions Libertalia, deux ouvrages de l’historien nord-américain Marcus Rediker : Pirates de tous les pays : l'âge d'or de la piraterie atlantique, 1716-1726, en 2008, et Les Forçats de la mer : marins, marchands et pirates dans le monde anglo-américain, 1700-1750, en 2010,.
Il publie le 3 mai 2018 son premier roman, un récit à caractère autobiographique, aux Éditions Libertalia : Cinq ans de métro.

## Discographie

### Albums solo
- 2000 : Ici & Maintenant (Nidstång/Fairplay/SED, ref : Nidstång 001)
- 2003 : Les Chiens mangent les Chiens (Nidstång/Fairplay/SED, ref : NIDCD03-01)
- 2007 : Se reposer ou être libre (Nidstång/Fairplay/SED, ref : NIDCD07-01)
- 2011 : J’y croyais pas (Nidstång/Absilone/SED, ref : NIDCD11-01)

### Participations à des compilations
- 2002 : CD Décollage Vol. 1 (Québec)
- 2004 : CD 2 Tongue Vol. 5 (Québec)
- 2004 : CD Les Oreilles loin du Front (Ras l’Front - France)
- 2005 : CD Soundtrack zur sozialen Revolution (FAU - Allemagne)
- 2005 : CD 20 ans d’antifascisme radical (No Pasaran - France)
- 2008 : CD Compile Classe... contre classe

### Participations à d'autres projets musicaux
- 1990 : album Round and Around - Sprung aus den Wolken (en)
- 2008 : CD/DVD Tout pour tous - La Brigada Flores Magon
- 2012 : CD maxi 4 titres The Angry Cats - The Angry Cats (Nidstång/Absilone/Believe Digital, ref : NIDCD12-01)
- 2012 : avec The Angry Cats - Compilation Rockers Kulture #4 - (Rock Paradise)
- 2014 : CD Maxi 5 titres Rock'n'Riot in Town  - The Angry Cats (Nidstång/Absilone/Believe Digital, ref : NIDCD14-01)
- 2016 : album CD/vinyle 11 titres Outmonster the Monster - The Angry Cats (Nidstång/Absilone/Socadisc/Believe Digital, ref : NIDCD16-01)
- 2020 : album CD/double vinyle 17 titres Camarades - Dubamix (ODG Prod)[14]

## Pour approfondir